# ANSEL
ANSEL (ang. The American National Standard for Extended Latin Alphabet Coded Character Set for Bibliographic Use, amerykański narodowy standard dla zakodowanego zestawu znaków rozszerzonego alfabetu łacińskiego do użytku bibliograficznego) – zestaw znaków używanych w kodowaniu tekstu. Określał tablicę kodów do zapisu znaków rozszerzonego alfabetu łacińskiego w postaci czytelnej dla maszyn, obejmującą 35 języków zapisywanych alfabetem łacińskim oraz 51 języków zlatynizowanych. Standard został administracyjnie wycofany przez ANSI od 14 lutego 2013.
Kod ANSEL obejmował 128 znaków kodu ASCII i 63 znaki dodatkowe (litery i diakrytyki). Tabela przedstawia te znaki wraz z ich kodami (szesnastkowo i dziesiętnie) oraz odpowiadającymi im kodami w Unicode.
|               | Ł A1 161 0141 | Ø A2 162 00D8 | Đ A3 163 0110 | Þ A4 164 00DE | Æ A5 165 00C6 | Œ A6 166 0152 | ʹ A7 167 02B9 | · A8 168 00B7 | ♭ A9 169 266D | ® AA 170 00AE | ± AB 171 00B1 | Ơ AC 172 01A0 | Ư AD 173 01AF | ʼ AE 174 02BC |              |
| ʻ B0 176 02BB | ł B1 177 0142 | ø B2 178 00F8 | đ B3 179 0111 | þ B4 180 00FE | æ B5 181 00E6 | œ B6 182 0153 | ʺ B7 183 02BA | ı B8 184 0131 | £ B9 185 00A3 | ð BA 186 00F0 |               | ơ BC 188 01A1 | ư BD 189 01B0 |               |              |
| ° C0 192 00B0 | ℓ C1 193 2113 | ℗ C2 194 2117 | © C3 195 00A9 | ♯ C4 196 266F | ¿ C5 197 00BF | ¡ C6 198 00A1 |               |               |               |               |               |               |               |               |              |
| ̉ E0 224 0303  | ̀ E1 225 0300  | ́ E2 226 0301  | ̂ E3 227 0302  | ̃ E4 228 0303  | ̄ E5 229 0304  | ̆ E6 230 0306  | ̇ E7 231 0307  | ̈ E8 232 0308  | ̌ E9 233 030C  | ̊ EA 234 030A  | ︠ EB 235 FE20  | ︡ EC 236 FE21  | ̕ ED 237 0315  | ̋ EE 238 030B  | ̐ EF 239 0310 |
| ̧ F0 240 0327  | ̨ F1 241 0328  | ̣ F2 242 0323  | ̤ F3 243 0324  | ̥ F4 244 0325  | ̳ F5 245 0333  | ̲ F6 246 0332  | ̦ F7 247 0326  | ̜ F8 248 031C  | ̮ F9 249 032E  | ︢ FA 250 FE22  | ︣ FB 251 FE23  |               |               | ̓ FE 254 0313  |              |

Kod ANSEL wykorzystywany był w systemie katalogowania danych bibliograficznych MARC 21 (rozszerzony o znaki euro € i Es-Zett ß) oraz w standardzie transmisji danych genealogicznych GEDCOM.